# مارتا بورتال
مارتا بورتال نيكولاس (ولدت في نافا، أستورياس، 10 أغسطس 1930 - وتوفيت في مدريد، 26 أغسطس 2016) كانت كاتبة وناقدة وصحفية وأستاذة إسبانية، تنتمي إلى جيل الخمسينيات.

## مسيرتها
حصلت مارتا بورتال نيكولاس على درجة الليسانس في الفلسفة والآداب، كما نالت درجة الدكتوراه في علوم المعلومات. عملت كأستاذة للأدب الإسباني الأمريكي في جامعة كومبلوتنسي في مدريد.
بدأت مسيرتها الأدبية بروايتها على غير هدى وبلا بصر، التي فازت بجائزة بلانيتا عام 1966. كما برزت في الصحافة من خلال مقالاتها حول القضايا الراهنة والنقد الأدبي، بالإضافة إلى أعمدتها الصحفية في وسائل إعلام مثل ABC، El Alcázar وPueblo.
حصلت على منحة من مؤسسة خوان مارش لإجراء دراسة تاريخية وفيزيائية حول الذرة، مما قادها إلى السفر إلى المكسيك وكولومبيا.
تميزت أعمالها الروائية بتناول قضايا تعليم المرأة والازدواجية الأخلاقية. كما شغلت منصب رئيسة الجمعية الثقافية للصداقة الإسبانية-المكسيكية.
توفيت في مدريد في 26 أغسطس 2016.

## التكريمات والجوائز
في عام 1966، حصلت على جائزة بلانيتا عن روايتها 	علي غير هدي وبلا بصر.
نالت جائزة أديلايدا ريستوري من المركز الثقافي الإيطالي عام 1975.
في عام 2001، قام مجلس بلدية مسقط رأسها بافتتاح بيت الثقافة مارتا بورتال تكريمًا لها.
في عام 2007، حصلت على جائزة أدب أستورياس من رابطة كتاب أستورياس.

## أعمالها

### الروايات
- على غير هدى وبلا بصر – برشلونة، دار نشر بلانيتا، 1966 (حازت على جائزة بلانيتا 1966)
- الميت السيئ (1967)
- على مستوى الظلال (1968)
- نباح نحو القمر (1970)
- الطريق الصحيح (1975)
- فضاء إيروتيكي (1982)
- ثمن الخيانة – برشلونة، دار نشر بلانيتا، 1983
- الملاك الساقط (1994)
- هو وأنا، نحن الثلاثة (2002)

### الدراسات والأبحاث
- الذرة: الحبة المقدسة لأمريكا (1970)
- السرد الروائي في الثورة المكسيكية (1977)
- التحليل السيميولوجي لرواية "بيدرو بارامو" (1981)
- رولفو: ديناميات العنف (1984)

### المجموعات القصصية
- العشرون (1973)